# RuPaul's Drag Race All Stars (nona edizione)
La nona edizione di RuPaul's Drag Race All Stars è andata in onda negli Stati Uniti d'America dal 17 maggio al 26 luglio 2024 sulla piattaforma streaming Paramount+. Questa stagione è stata annunciata il 21 agosto 2023, e il cast è stato rivelato tramite una live YouTube, sul canale ufficiale dello show il 23 aprile 2024.
Si tratta della seconda edizione dello show a non prevedere eliminazioni dopo la settima edizione. Per la prima volta le concorrenti gareggiano per una causa benefica di loro scelta: ogni settimana vincendo le sfide possono guadagnare soldi per un ente benefico, oltre a vincere una donazione finale in denaro del valore di 200000 $ da devolvere.
Angeria Paris VanMicheals, vincitrice della nona edizione, ha ricevuto come premio una donazione di 200000 $ per il proprio ente benefico, una fornitura di un anno di cosmetici della Anastasia Beverly Hills Cosmetics, una corona e uno scettro di Fierce Drag Jewels.

## Concorrenti
Le otto concorrenti che partecipano al reality show sono:
| Concorrente               | Vero nome            | Età | Città                    | Edizione originale    | Posizionamento edizione originale | Posizionamento      | Organizzazione benefica | Quota raccolta |
| ------------------------- | -------------------- | --- | ------------------------ | --------------------- | --------------------------------- | ------------------- | ----------------------- | -------------- |
| Angeria Paris VanMicheals | Tommie Laron         | 29  | Atlanta – Georgia        | 14ª edizione          | 3º/4º/5º posto                    | Vincitrice          | NBJC                    | 231500 $       |
| Roxxxy Andrews            | Michael Feliciano    | 39  | Orlando – Florida        | 5ª edizione           | Finalista                         | Finaliste           | Miracle of Love         | 64000 $        |
| Roxxxy Andrews            | Michael Feliciano    | 39  | Orlando – Florida        | 2ª edizione All Stars | 4º posto                          | Finaliste           | Miracle of Love         | 64000 $        |
| Vanessa Vanjie            | José Luis Cancel     | 31  | Los Angeles – California | 10ª edizione          | 14º posto                         | Finaliste           | ASPCA                   | 31500 $        |
| Vanessa Vanjie            | José Luis Cancel     | 31  | Los Angeles – California | 11ª edizione          | 5º posto                          | Finaliste           | ASPCA                   | 31500 $        |
| Gottmik                   | Kade Gottlieb        | 26  | Los Angeles – California | 13ª edizione          | 3º/4º posto                       | Dal 4º all'8º posto | Trans Lifeline          | 29000 $        |
| Jorgeous                  | Jorge Meza           | 23  | Los Angeles – California | 14ª edizione          | 6º/7º posto                       | Dal 4º all'8º posto | NAMI                    | 14000 $        |
| Nina West                 | Andrew Robert Levitt | 44  | Columbus – Ohio          | 11ª edizione          | 6º posto/Miss Simpatia            | Dal 4º all'8º posto | The Trevor Project      | 11500 $        |
| Plastique Tiara           | Duc Tran Nguyen      | 26  | Dallas – Texas           | 11ª edizione          | 8º posto                          | Dal 4º all'8º posto | TAAF                    | 6500 $         |
| Shannel                   | Bryan Watkins        | 44  | Las Vegas – Nevada       | 1ª edizione           | 4º posto                          | Dal 4º all'8º posto | ADAA                    | 11500 $        |
| Shannel                   | Bryan Watkins        | 44  | Las Vegas – Nevada       | 1ª edizione All Stars | 3º/4º posto                       | Dal 4º all'8º posto | ADAA                    | 11500 $        |

## Tabella posizionamenti
| Ordine | Episodi   | Episodi   | Episodi   | Episodi   | Episodi   | Episodi   | Episodi   | Episodi   | Episodi   | Episodi   | Episodi   | Episodi                   |
| Ordine | 1         | 2         | 3         | 4         | 5         | 6         | 7         | 8         | 9         | 10        | 12        | 12                        |
| ------ | --------- | --------- | --------- | --------- | --------- | --------- | --------- | --------- | --------- | --------- | --------- | ------------------------- |
| 1      | Angeria   | Gottmik   | Gottmik   | Roxxxy    | Roxxxy    | Angeria   | Angeria   | Roxxxy    | Jorgeous  | Roxxxy    | Angeria   | Angeria Paris VanMicheals |
| 2      | Jorgeous  | Plastique | Nina      | Vanessa   | Plastique | Plastique | Nina      | Plastique | Shannel   | Shannel   | Vanessa   | Roxxxy Andrews            |
| 3      | Plastique | Roxxxy    | Angeria   | Gottmik   | Angeria   | Jorgeous  | Jorgeous  | Gottmik   | Plastique | Angeria   | Gottmik   | Vanessa Vanjie            |
| 4      | Vanessa   | Shannel   | Shannel   | Jorgeous  | Vanessa   | Nina      | Vanessa   | Nina      | Nina      | Vanessa   | Roxxxy    |                           |
| 5      | Gottmik   | Jorgeous  | Plastique | Nina      | Nina      | Gottmik   | Plastique | Jorgeous  | Vanessa   | Gottmik   | Jorgeous  |                           |
| 6      | Shannel   | Nina      | Vanessa   | Plastique | Shannel   | Vanessa   | Shannel   | Shannel   | Angeria   | Jorgeous  | Nina      |                           |
| 7      | Nina      | Vanessa   | Roxxxy    | Shannel   | Jorgeous  | Shannel   | Roxxxy    | Vanessa   | Gottmik   | Nina      | Plastique |                           |
| 8      | Roxxxy    | Angeria   | Jorgeous  | Angeria   | Gottmik   | Roxxxy    | Gottmik   | Angeria   | Roxxxy    | Plastique | Shannel   |                           |

     La concorrente ha vinto la gara
     La concorrente è arrivata in finale ma non ha vinto la gara
     La concorrente ha vinto la sfida, si è esibita in playback e ha vinto
     La concorrente ha vinto la sfida, si è esibita in playback e ha perso
     La concorrente figura tra le prime ma non si è esibita in playback
     La concorrente è salva e accede alla puntata successiva (l'ordine di chiamata è casuale)
     La concorrente ha ricevuto una penalità che nella puntata successiva, pur figurando poi tra le migliori, le ha impedito di vincere una spilla
     La concorrente ha ricevuto una penalità che nella puntata successiva le avrebbe impedito di vincere una spilla, ma non avendola poi vinta non ci sono state conseguenze

### Tabella punteggi
| Episodi     | 1     | 2     | 3     | 4     | 5     | 6     | 7     | 8     | 9     | 10    | 12    | Totale |
| ----------- | ----- | ----- | ----- | ----- | ----- | ----- | ----- | ----- | ----- | ----- | ----- | ------ |
|             |       |       |       |       |       |       |       |       |       |       |       | Totale |
| Concorrente | Punti | Punti | Punti | Punti | Punti | Punti | Punti | Punti | Punti | Punti | Punti | Totale |
| Angeria     | +1    | -     | -     | -     | -     | +1    | +1    | -     | -     | -     | +3    | 6      |
| Roxxxy      | -     | -     | +1    | +1    | +1    | -     | -     | +1    | -     | +1    | -     | 5      |
| Vanessa     | -     | -     | +1    | +1    | -     | -     | -     | -     | -     | -     | +3    | 5      |
| Jorgeous    | +1    | -     | -     | -     | -     | +1    | -     | -     | +2    | -     | -     | 4      |
| Nina        | -     | -     | +1    | -     | -     | -     | +1    | -     | -     | -     | x2    | 4      |
| Plastique   | -     | +1    | -     | -     | +1    | +1    | -     | +1    | -     | -     | -     | 4      |
| Shannel     | -     | -     | -     | -     | -     | -     | -     | -     | +2    | +1    | -     | 3      |
| Gottmik     | -     | +1    | +1    | -     | -     | -     | -     | -     | -     | -     | -     | 2      |

Legenda
     La concorrente ha vinto la sfida e il playback, ha guadagnato una spilla e ha scelto la concorrente da bloccare
     La concorrente ha vinto la sfida e guadagnato una spilla, ma ha perso il playback e non ha potuto scegliere la concorrente da bloccare
     La concorrente ha ricevuto una spilla extra per aver vinto una mini sfida
     La concorrente ha vinto la sfida e il playback guadagnando una spilla, oltre ad aver ricevuto una spilla extra da parte di una delle migliori della puntata
     La concorrente ha ricevuto una spilla extra da parte di una delle migliori della puntata
     La concorrente ha ricevuto il potere del "Double Diamond", ottendo la possibilità di raddoppiare il proprio numero di spille
     La concorrente è stata bloccata dal guadagnare una spilla nella puntata successiva
     La concorrente è qualificata per la finalissima
     La concorrente non è qualificata per la finalissima

## Giudici
- RuPaul
- Michelle Visage
- Carson Kressley
- Ross Mathews
- Ts Madison

## Giudici ospiti
- Alec Mapa
- Anitta
- Brothers Osborne
- Colton Haynes
- Connie Britton
- Jeremy Scott
- Keke Palmer
- Kristine W
- Ruta Lee
- Stephanie Hsu

## Special guest
- Terrence Meck
- Kevin Bertin
- David Petruschin
- Teletubbies
- Tracy Tutor
- Bob the Drag Queen
- David Steinberg
- Miguel Zarate
- Kamala Harris
- Cheyenne Jackson
- Jamal Sims
- Lance Bass
- Leslie Jones
- Kylie Sonique Love
- Jimbo

## Riassunto episodi

### Episodio 1 –Drag Queens Save the World
Il primo episodio della nona edizione All Stars si apre con l'ingresso delle concorrenti nell'atelier. La prima ad entrare è Gottmik, l'ultima è Shannel. In seguito, RuPaul fa il suo ingresso nell'atelier e comunica le regole di questa edizione: analogamente alla settima, non ci saranno eliminazioni e le due concorrenti che sono andate meglio nella sfida principale si affronteranno nel Lipsync For Your Legacy. In ogni episodio, le concorrenti migliori riceveranno anche una Beautiful Benefactress Badge, delle spille necessarie per accedere alla fase finale del programma, mentre la vincitrice del playback, oltre a 10000 $ da devolvere all'organizzazione benefica di sua scelta, avrà il potere di bloccare una concorrente nel ricevere tali punti.
- La mini sfida: le concorrenti devono "leggersi" a vicenda, ovvero dirsi qualcosa di cattivo l'un l'altra in modo scherzoso. La vincitrice è Roxxxy Andrews.
- La sfida principale: le concorrenti devono scrivere, produrre e coreografare un numero hip hop sulle note del brano Drag Queens Save the World di RuPaul. Dopo aver scritto i propri versi, le concorrenti si dirigono sul palcoscenico principale per organizzare la coreografia.

Giudice ospite della puntata è Keke Palmer. Il tema della sfilata è Signature Look, Signature Fragrance, dove le concorrenti devono sfoggiare un abito abbinato a un profumo di loro invenzione. Dopo la sfilata e le critiche dei giudici, RuPaul dichiara Angeria Paris VanMicheals e Jorgeous le migliori della puntata, mentre tutte le altre concorrenti sono automaticamente a rischio di blocco.
- Il playback della vittoria: Angeria Paris VanMicheals e Jorgeous si esibiscono in playback sulla canzone Million Dollar Bill (Freemasons Radio Mix) di Whitney Houston. Angeria Paris VanMicheals viene dichiarata vincitrice e rivela di aver scelto Roxxxy Andrews come concorrente da bloccare per il prossimo episodio.

### Episodio 2 –The Paint Ball
Il secondo episodio si apre con le concorrenti che rientrano nell'atelier, che si congratulano con Angeria per la sua vittoria. Successivamente, quest'ultima spiega a Roxxxy di aver deciso di bloccarla perché la considera una concorrente molto temibile in quanto molto brava in diversi ambiti.
- La sfida principale: le concorrenti partecipano al The Paint Ball, dove presenteranno tre look differenti; il terzo dovrà essere cucito e assemblato a mano. Le categorie sono:
  - Monochromatica: un look monocromatico di una tonalità di colore di loro scelta;
  - Drag imitates Art: un look che si ispiri a un'opera d'arte;
  - Paint Ball Eleganza: un look realizzato in giornata utilizzando delle tele bianche che devono essere dipinte a mano con stampini, colori spray e tinture.

Giudice ospite della puntata è Stephanie Hsu. Dopo la sfilata e le critiche dei giudici, RuPaul dichiara Gottmik e Plastique Tiara le migliori della puntata, mentre tutte le altre concorrenti sono automaticamente a rischio di blocco.
- Il playback della vittoria: Gottmik e Plastique Tiara si esibiscono in playback sulla canzone Jump in the Line di Harry Belafonte. Gottmik viene dichiarata vincitrice e rivela di aver scelto Angeria Paris VanMicheals come concorrente da bloccare per il prossimo episodio.

### Episodio 3 –Snatch Game of Love
Il terzo episodio si apre con le concorrenti che rientrano nell'atelier, con Gottmik che, oltre ad essere contenta di aver vinto la sua prima sfida, spiega la principale motivazione per cui ha deciso di bloccare Angeria; infatti ha affermato che per avere più possibilità di vittoria la sua strategia è quella di cercare di rallentare il più possibile le concorrenti che hanno già ottenuto una spilla.
- La sfida principale: le concorrenti prendono parte alla sfida più attesa in ogni edizione, lo Snatch Game of Love, basato sul gioco americano The Dating Game, noto in Italia come Il gioco delle coppie. Le partecipanti devono scegliere una celebrità da impersonare, cercando di sedurre un corteggiatore attraverso le domande che vengono loro fatte. Durante i preparativi della sfida, Nina e Shannel vogliono fare lo stesso personaggio, Liberace; tuttavia, dopo aver discusso, entrambe decidono di mantenerlo. RuPaul ritorna nell'atelier per vedere quali personaggi sono stati scelti, inoltre, annuncia che questa settimana le due concorrenti migliori riceveranno due spille, con lo scopo di donarne una ad una concorrente a loro scelta. Le celebrità scelte dalle concorrenti sono state:

| Corteggiatore    | Concorrenti               | Celebrità impersonata |
| ---------------- | ------------------------- | --------------------- |
| Kevin Bertin     | Angeria Paris VanMicheals | Marla Gibbs           |
| Kevin Bertin     | Roxxxy Andrews            | Tasha Salad           |
| Kevin Bertin     | Shannel                   | Liberace              |
| Kevin Bertin     | Jorgeous                  | John Leguizamo        |
| David Petruschin | Vanessa Vanjie            | Cleopatra             |
| David Petruschin | Nina West                 | Liberace              |
| David Petruschin | Plastique Tiara           | Ali Wong              |
| David Petruschin | Gottmik                   | Pal                   |

Giudice ospite della puntata è Anitta. Il tema della sfilata è A Tail and Two Titties, dove le concorrenti devono sfoggiare un abito con una coda ed un seno prosperoso. Dopo la sfilata e le critiche dei giudici, RuPaul dichiara Nina West e Gottmik le migliori della puntata, mentre tutte le altre concorrenti sono automaticamente a rischio di blocco.
- Il playback della vittoria: Nina West e Gottmik si esibiscono in playback sulla canzone Banana di Anitta e Becky G. Gottmik viene dichiarata vincitrice e rivela di aver scelto Jorgeous come concorrente da bloccare per il prossimo episodio.

### Episodio 4 –Smokin' Hot Firefighter Makeovers
Il quarto episodio si apre con le concorrenti che rientrano nell'atelier, con Gottmik al settimo cielo per essere la prima concorrente a vincere due spille, quest'ultima inoltre afferma che ha attuato la stessa strategia usata nella puntata precedente nel bloccare Jorgeous. Successivamente si discute sulle spille che Gottmik e Nina dovranno donare, con Shannel che fa notare che le possibili alleanze formate nel corso delle settimane possano influire sul ricevere tali spille.
Il giorno successivo nell'atelier Nina West ha annunciato di assegnare la sua spilla extra a Roxxxy Andrews, mentre Gottmik ha assegnato la sua a Vanessa Vanjie.
- La sfida principale: le concorrenti, divise in coppie, devono fare un make-over, cioè truccare e preparare alcuni vigili del fuoco per farli diventare simili in drag; oltre a ciò, devono inoltre, scrivere, produrre e coreografare un numero da girl group sulle note del brano Pussy on Fire di RuPaul. Attraverso una sessione di speed dating vengono create le coppie per la sfida. Durante la preparazione della sfida, le concorrenti e i vigili del fuoco si confrontano tra loro su diverse questioni, come ad esempio come i vigili hanno dovuto affrontare molte difficoltà per salvare delle vite grazie al loro lavoro, mentre le concorrenti discutono su come devono costantemente dare il massimo per essere accettate nella società.

| Concorrenti               | Concorrenti     | Vigile del fuoco (Nome Reale) | Vigile del fuoco (Nome in Drag) | Nome girl group   |
| ------------------------- | --------------- | ----------------------------- | ------------------------------- | ----------------- |
| Angeria Paris VanMicheals | Shannel         | Brad Lee                      | Natasha Bradley                 | The Pussycat Hose |
| Gottmik                   | Nina West       | Nathan                        | Anita Blaze                     | The Hose Draggers |
| Jorgeous                  | Plastique Tiara | Anraé                         | Angelique Vachon                | Meow Meow Mixxx   |
| Roxxxy Andrews            | Vanessa Vanjie  | Adam                          | Valerie Valentine               | The Hoezes        |

Giudici ospiti della puntata sono i Brothers Osborne. Il tema della sfilata è Smoking Hot Pop Stars, dove le concorrenti e i vigili del fuoco devono sfoggiare tre abiti da girl group che rappresentano la loro famiglia drag. Dopo la sfilata e le critiche dei giudici, RuPaul dichiara Roxxxy Andrews e Vanessa Vanjie le migliori della puntata, mentre tutte le altre concorrenti sono automaticamente a rischio di blocco.
- Il playback della vittoria: Roxxxy Andrews e Vanessa Vanjie si esibiscono in playback sulla canzone Black Cat di Janet Jackson. Sia Roxxy Andrews che Vanessa Vanjie vengono dichiarate vincitrici e rivelano di aver scelto Angeria Paris VanMicheals come concorrente da bloccare per il prossimo episodio.

### Episodio 5 –Property Queens
Il quinto episodio si apre con le concorrenti che rientrano nell'atelier, con Roxxxy e Vanjie sodisfatta di aver dimostrato ai giudici le sue abilità riuscendo a vincere due spille in una sola puntata. Intanto partono varie discussioni: la prima tra Roxxxy ed Angeria, con quest'ultima che afferma di essere stata bloccata solo per ripicca più per quanto per l'esito della sfida, mentre l'altra tra Gottmik e Shannel, con quest'ultima convinta che le varie strategie e alleanze stiano rovinando lo spirito della competizione.
- La mini sfida: le concorrenti prendono parte ad una gara di coreografie stile Soul Train insieme ai Teletubbies, dove a turno devono mostrare a RuPaul le loro mosse migliori. La vincitrice della mini sfida è Gottmik.
- La sfida principale: le concorrenti, divise in coppie, dovranno ideare, realizzare e produrre uno spot commerciale per promuovere la propria azienda immobiliare. Essendo stata la concorrente bloccata più volte, Angeria ha la possibilità di formare le coppie per la sfida. Le coppie sono composte da Angeria e Vanessa, Jorgeous e Gottmik, Shannel e Nina ed, infine, Roxxxy e Plastique. Dopo aver scritto il copione, le concorrenti raggiungono Carson Kressley e l'agente immobiliare Tracy Tutor, che aiuteranno a produrre gli spot nel ruolo di registi.

| Concorrenti               | Concorrenti    | Agenzia Immobiliare       | Località              |
| ------------------------- | -------------- | ------------------------- | --------------------- |
| Angeria Paris VanMicheals | Vanessa Vanjie | Swamp Pussy Realty        | Gator Glades, Florida |
| Gottmik                   | Jorgeous       | Cher Tiff Real Estate     | Frosty Tits, Alaska   |
| Nina West                 | Shannel        | Pretty Dead Realty        | Salem, Massachusetts  |
| Plastique Tiara           | Roxxxy Andrews | Keepa Cummins Real Estate | Tumbleweed, Texas     |

Giudice ospite della puntata è Alec Mapa. Il tema della sfilata è Day to Night Ruveal, dove le concorrenti devono sfoggiare un abito da giorno si trasforma in un abito da sera. Dopo la sfilata e le critiche dei giudici, RuPaul dichiara Plastique Tiara e Roxxxy Andrews le migliori della puntata, mentre tutte le altre concorrenti sono automaticamente a rischio di blocco.
- Il playback della vittoria: Plastique Tiara e Roxxxy Andrews si esibiscono in playback sulla canzone Super Freaky Girl di Nicki Minaj. Roxxxy Andrews viene dichiarata vincitrice e rivela di aver scelto Gottmik come concorrente da bloccare per il prossimo episodio.

### Episodio 6 –The National Drag Convention Roast
Il sesto episodio si apre con le concorrenti che rientrano nell'atelier, con Roxxxy soddisfatta per essere diventata l'avversaria da battere, anche se è triste per aver dovuto bloccare Gottmik, anche se quest'ultima è convinta che ha fatto tale scelta poiché non voleva bloccare Angeria dopo che aveva scoperto che era dietro le sue spalle.
Il giorno successivo RuPaul fa il suo ingresso nell'atelier annunciando che questa settimana la vincitrice della mini sfida riceverà anch'essa una spilla.
- La mini sfida: le concorrenti prendono parte ad un sondaggio elettorale, dove devono rispondere a delle domande poste da RuPaul su quale tra loro risponda a determinate caratteristiche; chi risponde in maniera conforme alla maggioranza un punto e vince chi ottiene più punti. La vincitrice della mini sfida è Jorgeous.
- La sfida principale: le concorrenti prendono parte al National Drag Convention Roast dove devono prendere in giro in maniera scherzosa i giudici e le concorrenti avversarie. Avendo vinto la mini sfida Jorgeous decide l'ordine d'esibizione che è: Shannel, Jorgeous, Plastique, Roxxxy, Vanessa, Angeria, Gottmik, ed, infine, Nina. Una volta scritte le battute, ogni concorrente raggiunge il palco principale dove ricevono consigli da Michelle Visage e Ruta Lee.

Giudice ospite della puntata è Ruta Lee. Il tema della sfilata è Atomic Blonde, dove le concorrenti devono sfoggiare un abito da spia con una parrucca bionda. Dopo la sfilata e le critiche dei giudici, RuPaul dichiara Plastique Tiara e Angeria Paris VanMicheals le migliori della puntata, mentre tutte le altre concorrenti sono automaticamente a rischio di blocco.
- Il playback della vittoria: Plastique Tiara e Angeria Paris VanMicheals si esibiscono in playback sulla canzone Be My Lover dei La Bouche. Angeria Paris VanMicheals viene dichiarata vincitrice e rivela di aver scelto Roxxxy Andrews come concorrente da bloccare per il prossimo episodio.

### Episodio 7 –Meeting in the Ladies Room
Il settimo episodio si apre con le concorrenti che rientrano nell'atelier, con Roxxxy visibilmente irritata per essere stata bloccata nuovamente da Angeria, affermando che quest'ultima lo abbia fatto solo per ripicca. Successivamente le concorrenti fanno il calcolo delle vittorie e delle spille, e Nina è molto preoccupata per il suo percorso in costante discesa.
Il giorno successivo RuPaul fa il suo ingresso nell'atelier annunciando che questa settimana la vincitrice della mini sfida riceverà l'immunità dal blocco.
- La mini sfida: le concorrenti devono travasare più frutti possibili da un cestino all'altro utilizzando solo le gambe. La vincitrice della sfida è Nina West.
- La sfida principale: le concorrenti devono recitare nel corto drammatico Meeting in the Ladies Room, ove dove improvvisare una scena insieme a RuPaul. Ad ogni concorrente viene assegnata un ruolo ispirato ad una pellicola camp.

| Concorrente               | Pellicola di riferimento                      |
| ------------------------- | --------------------------------------------- |
| Angeria Paris VanMicheals | Il romanzo di Mildred                         |
| Gottmik                   | Assassinio allo specchio                      |
| Jorgeous                  | Festa per il compleanno del caro amico Harold |
| Nina West                 | La valle delle bambole                        |
| Plastique Tiara           | Eva contro Eva                                |
| Roxxxy Andrews            | Dynasty                                       |
| Shannel                   | Mammina cara                                  |
| Vanessa Vanjie            | Showgirls                                     |

Giudice ospite della puntata è Colton Haynes. Il tema della sfilata è Widow, Weep For Me, dove le concorrenti devono sfoggiare un abito da vedova in lutto. Dopo la sfilata e le critiche dei giudici, RuPaul dichiara Nina West e Angeria Paris VanMicheals le migliori della puntata, mentre tutte le altre concorrenti sono automaticamente a rischio di blocco.
- Il playback della vittoria: Nina West e Angeria Paris VanMicheals si esibiscono in playback sulla canzone Lovergirl di Teena Marie. Angeria Paris VanMicheals viene dichiarata vincitrice e rivela di aver scelto Gottmik come concorrente da bloccare per il prossimo episodio.

### Episodio 8 –Make Your Own Kind of Rusic
L'ottavo episodio si apre con le concorrenti che rientrano nell'atelier, con Angeria che afferma che la scelta di bloccare Gottmik era solo una vendetta per quando l'aveva precedentemente bloccata, ma quest'ultima afferma che Angeria stia giocando strategicamente per bloccarla dall'accedere alla fase finale.
- La mini sfida: le concorrenti devono posare con l'arte del photobombing, in alcuni delle più rinomate località turistiche. Le vincitrice della mini sfida è Nina West.
- La sfida principale: le concorrenti devono realizzare un outfit ispirato da una canzone di RuPaul durante la sua carriera. Essendo stata la prima concorrente ad entrare nell'atelier durante la prima edizione dello show, Shannel può scegliere il brano per prima e decidere l'ordine di pesca delle altre concorrenti. RuPaul ritorna nell'atelier per vedere come procedono i preparativi della sfida, offrendo alle concorrenti consigli su come eccellere nella sfida di moda.

| Concorrente               | Canzone di RuPaul                    |
| ------------------------- | ------------------------------------ |
| Angeria Paris VanMicheals | Cake & Candy                         |
| Gottmik                   | New Friends Silver, Old Friends Gold |
| Jorgeous                  | I Bring the Beat                     |
| Nina West                 | Cha Cha Bitch                        |
| Plastique Tiara           | Star Baby                            |
| Roxxxy Andrews            | Lady Cowboy                          |
| Shannel                   | Hey Sis, It's Christmas              |
| Vanessa Vanjie            | Kitty Girl                           |

Giudice ospite della puntata è Jeremy Scott. Il tema della sfilata è Make Your Kind of Rusic, dove le concorrenti devono presentare l'abito appena creato. Prima delle critiche, RuPaul annuncia che questa sarà l'ultima settimana in cui le concorrenti potranno bloccare le loro avversarie. Dopo la sfilata e le critiche dei giudici, RuPaul dichiara Plastique Tiara e Roxxxy Andrews le migliori della puntata, mentre tutte le altre concorrenti sono automaticamente a rischio di blocco.
- Il playback della vittoria: Plastique Tiara e Roxxxy Andrews si esibiscono in playback sulla canzone No One Gets the Prize di Diana Ross. Roxxxy Andrews viene dichiarata vincitrice e rivela di aver scelto Angeria Paris VanMicheals come concorrente da bloccare per il prossimo episodio.

### Episodio 9 –Rosemarie's Baby Shower: The Rusical
Il nono episodio si apre con le concorrenti che rientrano nell'atelier, con Roxxxy e Plastique al settimo cielo per aver conquistato la loro quarta spilla. Successivamente Roxxxy afferma di aver bloccato Angeria per il semplice fatto di voler pareggiare i conti con lei dal momento che adesso non ci saranno più blocchi a partire dalla prossima settimana.
Il giorno successivo RuPaul fa il suo ingresso nell'atelier annunciando che questa settimana le due concorrenti migliori riceveranno due spille, con lo scopo di donarne una ad una concorrente a loro scelta.
- La sfida principale:  le concorrenti prenderanno parte a un musical ispirato a Rosemary's Baby - Nastro rosso a New York. Durante l'assegnazione dei copioni alcune concorrenti hanno delle preferenze sui vari ruoli da fare, come ad esempio Angeria e Nina per la parte del Dr. Poltergeist, ma alla fine Nina riesce a ottenere il ruolo. Una volta assegnati i copioni, le concorrenti raggiungono David Steinberg e Michelle Visage che offrono loro consigli e aiuto per la registrazione del pezzo. Successivamente le concorrenti incontrano il coreografo Miguel Zarate, con il quale organizzano la coreografia per il brano. I personaggi impersonati dalle concorrenti sono stati:

| Concorrente               | Personaggio impersonato |
| ------------------------- | ----------------------- |
| Angeria Paris VanMicheals | Ruth                    |
| Gottmik                   | Blair                   |
| Jorgeous                  | Morgan                  |
| Nina West                 | Dr. Poltergeist         |
| Plastique Tiara           | Rosemarie               |
| Roxxxy Andrews            | Hennywise               |
| Shannel                   | Sydney                  |
| Vanessa Vanjie            | Rosemarie's Baby        |

Giudice ospite della puntata è Kristine W. Il tema della sfilata è Bring Back My Pearls, dove le concorrenti devono sfoggiare un abito tempestato di perle. Dopo la sfilata e le critiche dei giudici, RuPaul dichiara Jorgeous e Shannel le migliori della puntata.
- Il playback della vittoria: Jorgeous e Shannel si esibiscono in playback sulla canzone Love Come Home di Kristine W. Sia Jorgeous che Shannel vengono dichiarate vincitrici ed entrambe rivelano di aver voler assegnarsi le loro spille extra a vicenda.